# Ajuda (Lissabon)
Ajuda [ɐˈʒudɐ] ist eine portugiesische Gemeinde (Freguesia) im 2. Bairro der Hauptstadt Lissabon.
Die Freguesia erstreckt sich zwischen dem Strand von Belém und der Serra de Monsanto. Im Norden bildet die Autoestrada A5 die nördliche Gemeindegrenze.

## Bauwerke
- Palácio Nacional da Ajuda
- Igreja da Memória
- Miradouro dos Moinhos de Santana
- Convento de Nossa Senhora da Boa Hora
- Ensemble Fornos de El-Rei
- Paço Velho
- Torre da Ajuda
- Vila Pedro Teixeira
- Ermida de Nosso Senhor do Cruzeiro
- Jardim das Damas
- Jardim Botânico
- Palácio dos Condes da Ega
- Monumento a D. Carlos I